# Provincia di Huancabamba
La provincia di Huancabamba è una provincia del Perù, situata nella regione di Piura.

## Geografia antropica

### Suddivisioni amministrative
È divisa in 8 distretti:
- Huancabamba
- Canchaque
- El Carmen de la Frontera
- Huarmaca
- Lalaquiz
- San Miguel de El Faique
- Sondor
- Sondorillo